# 맛있는 연애
《맛있는 연애》는 2015년 11월 5일부터 11월 10일까지 네이버 TV에서 공개된 웹드라마이다.

## 줄거리
스타 셰프지만, 연애는 매번 실패하는 성준의 시선을 따라 연애와 요리의 공통점을 찾아보는 침샘 자극 로맨스 드라마.

## 등장 인물
- 공찬 : 박성준 역
- 문가영 : 박수진 역
- 김유미 : 강유나 역
- 김희정 : 한준희 역
- 우아미 : 진주 역
- 김대건 : 광수 역